# Ilingoceros
Ilingoceros is een geslacht van uitgestorven evenhoevige zoogdieren, verwant aan de hedendaagse gaffelbok (Antilocapra americana), dat voorkwam in het Laat-Mioceen.

## Beschrijving
Dit honderdtachtig centimeter lange dier had een stel rechte hoorns, die recht omhoog groeiden. Deze spiraalsgewijze gedraaide hoorns eindigden in een kleine vork.

## Vondsten
Resten van dit dier werden gevonden in Noord-Amerika, meer bepaald in de Amerikaanse staat Nevada.